# رومک اشتواسکی
رومک «رومن» اشتواسکی (لهستانی: Romek Strzałkowski; ۱ ژانویهٔ ۱۹۴۳ – ۱ ژانویهٔ ۱۹۵۶) پسر ۱۳ ساله لهستانی بود که در اعتراضات ضد کمونیستی پوزنان در سال ۱۹۵۶ جان باخت. او یکی از نمادهای شناخته شده مقاومت علیه کمونیسم در لهستان است. از سال ۱۹۸۱ یکی از خیابان‌های شهر پوزنان به نام او انتخاب گشته‌است.

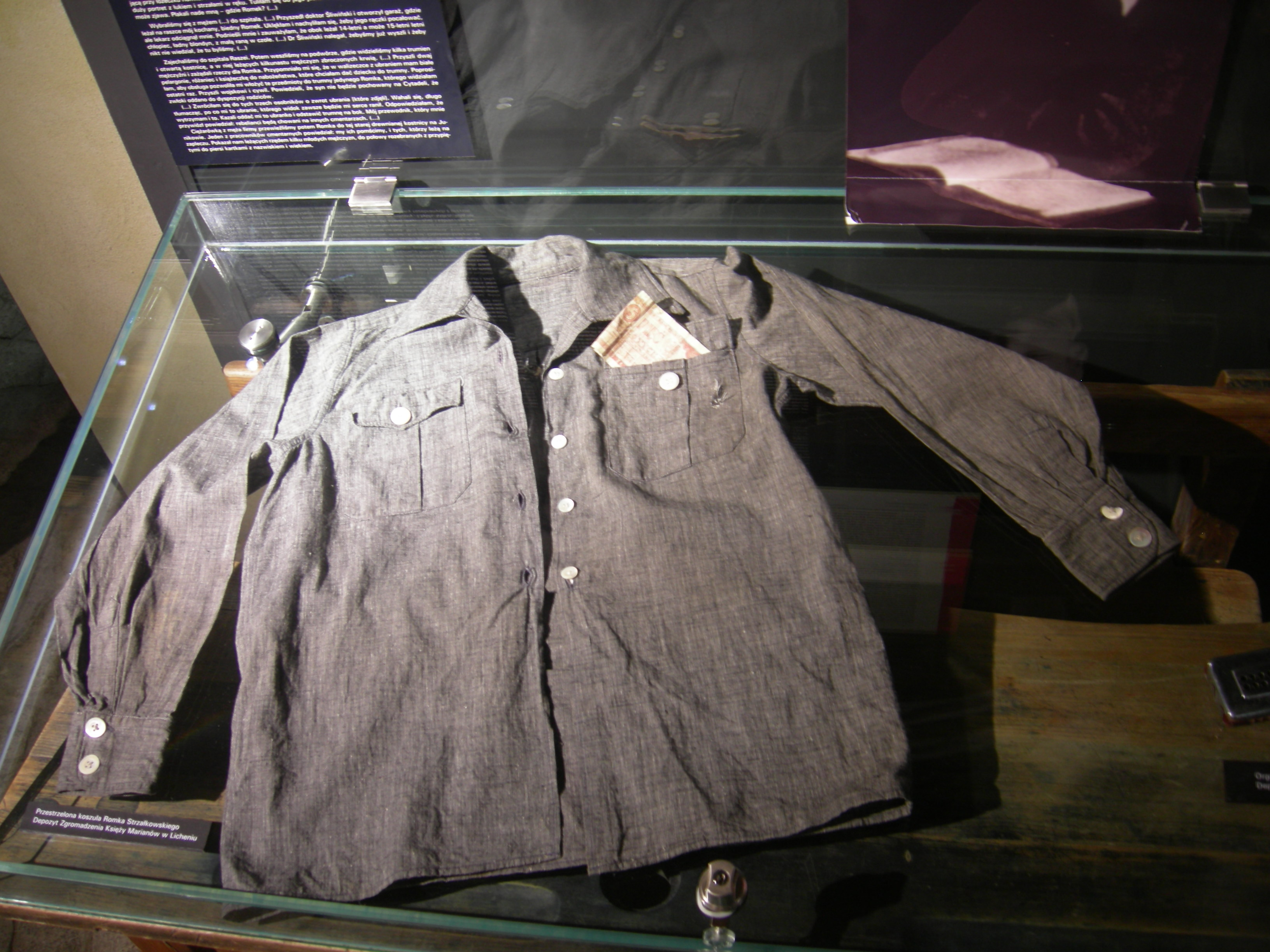
پیراهن رومک اشتواسکی در موزه ژوئن ۱۹۵۶.